# Heterochelus rudebecki
Heterochelus rudebecki är en skalbaggsart som beskrevs av Kulzer 1960. Heterochelus rudebecki ingår i släktet Heterochelus och familjen Melolonthidae. Inga underarter finns listade i Catalogue of Life.